# Muscle Car 76
Muscle Car 76 es un videojuego de carreras desarrollado por Small Rockets y publicado por Global Star Software para Microsoft Windows. Fue lanzado el 23 de marzo de 2001.

## Jugabilidad
Muscle Car 76 es un juego de carreras ambientado en los años 70 en el que se conducen muscle cars estadounidenses. Se puede elegir entre 8 autos, cada uno con sus propias características de conducción únicas y un trabajo de pintura personalizado. Cuenta con cuatro ubicaciones y dos modos de juego.